# Дунантул
Дунантул (на унгарски: Dunántúl) e западната по-висока част на Среднодунавската низина, разположена южно и западно от река Дунав и заемаща западната половина от територията на Унгария, а периферните ѝ части попадат на северозапад в Австрия, на югозапад в Словения и на юг в Хърватия. Дължината ѝ от север на юг е около 230 km, а ширината от запад на изток около 190 km. Областта представлява хълмиста равнина с преобладаваща надморска височина 150 – 200 m, която се съчетава с ниски планини и възвишения – Бакон (704 m), Вертеш (480 m), Мечек (382 m), Герече (634 m) и др. Северозападната плоска и равнинна част носи названието Кишалфьолд, а югоизточната – по-хълмиста и висока – Мезьофьолд. Равнинните участъци са изградени предимно от пясъчници и глини, на места препокрити с льос, а планинските масиви – от варовици и базалти. В централната част на Дунантул е разположено най-голямото унгарско езеро Балатон. Годишната сума на валежите варира от 500-600 mm в равнините до 700-900 mm в планините и възвишенията. Речната мрежа е гъста, като всички реки Раба, Драва, Мур, Шио, Марцал и др. принадлежат към водосборния басейн на Дунав. По най-високите части на склоновете на възвишенията на места са се съхранили дъбови и букови гори, а по-голямата част от територията на Дунантул е земеделски усвоена като се отглеждат предимно пшеница, царевица и слънчоглед. Широко разпространение имат овощните и зеленчуковита градини и лозарските масиви. В централните части на региона се разработват находища на кеменни въглища, боксит и манганова руда. Целият регион на Дунантул е гъсто заселен, като най-големите градове са Дьор, Секешфехервар, Залаегерсег, Капошвар, Печ.